# Yves Mahé
Pour les articles homonymes, voir Mahé.
Yves Mahé (Nantes, 21 novembre 1919 - Boussu-en-Fagne, 29 mars 1962) est un militaire français, Compagnon de la Libération. Aviateur rallié à la France libre, il opère d'abord sur les côtes de la Manche avant d'être volontaire pour combattre en URSS dans le groupe de chasse Normandie-Niémen. Prisonnier de guerre après que son avion eut été abattu, il parvient à survivre à son internement. Il continue sa carrière militaire après la guerre avant d'être victime d'un accident d'avion en 1962.

## Biographie

### Avant-guerre
Yves Mahé naît le 21 novembre 1919 à Nantes (Loire-Atlantique dans une fratrie de quatre garçons dont l'aîné est Jean Mahé, lui aussi futur compagnon de la Libération. Parallèlement à une carrière de photograveur, il est amateur d'aviation et passe un brevet de pilote civil à l'aérodrome de Château-Bougon. Tirant profit de cette compétence, il s'engage dans l'armée de l'air lorsque la Seconde Guerre mondiale éclate. Élève-pilote à la base d'Istres, il convertit son diplôme civil en brevet de pilote militaire.

### Seconde Guerre mondiale
En poste à Oran lors de l'avancée des troupes allemandes en juin 1940, il apprend la nouvelle de l'armistice. Refusant la défaite, il tente à plusieurs reprises de s'évader. Il y parvient dans la nuit du 1er au 2 juillet 1940 en s'envolant depuis la base aérienne de Tafraoui à bord d'un Caudron Simoun en compagnie de Jacques Hazard.
Atterrissant à Gibraltar, il s'engage dans les forces françaises libres et embarque le 7 juillet sur un cargo en partance pour l'Angleterre où il retrouve son frère Jean, également pilote et rallié à la France libre. Passé sous-lieutenant, Yves Mahé suit un programme d'entraînement d'une année puis rejoint les rangs du no 253 Fighter Squadron de la Royal Air Force.
Chargé d'assurer des missions de défense du territoire, de protection de convois maritimes et d'attaque de positions côtières ennemies, il remporte ses premières victoires aériennes en abattant un Heinkel He 111 et un Junkers Ju 88 dans la nuit du 29 au 30 avril 1942. Le 15 août 1942, il est muté à sa demande au Régiment de chasse Normandie-Niémen nouvellement créé et destiné à combattre sur le front russe. Arrivé en URSS le 29 novembre 1942, il prend part à la bataille d'Orel où il s'illustre en étant pris à partie par trois Focke-Wulf Fw 190 qu'il parvient à semer après avoir abattu l'un d'eux.
Le 7 mai 1943, son avion est touché par la Flak dans la région de Smolensk. Atterrissant en catastrophe à quinze kilomètres derrière les lignes ennemies, il tente de rejoindre son camp et est fait prisonnier. Détenu au Dulag 126 de Smolensk, il s'en évade le 28 mai, est repris le 10 juin et emprisonné à Łódź en Pologne. Face à l'avancée de l'armée rouge, les prisonniers sont évacués et Yves Mahé se retrouve enfermé au Stalag IV-B à Mühlberg.
Ses nombreuses tentatives d'évasion lui valent d'être condamné à mort le 15 août 1944 par le tribunal de la Luftwaffe de Dresde. Il tente alors une nouvelle fois de s'évader, sans parvenir à franchir l'enceinte du camp. Il n'est pas retrouvé et réussit l'exploit de vivre clandestinement à l'intérieur du camp, avec la complicité de ses co-détenus. Tentant plusieurs autres évasions, il est toujours rattrapé, jamais reconnu, fournissant toujours de faux renseignements. Il parvient ainsi à vivre caché au sein du camp pendant neuf mois avant que celui-ci ne soit libéré le 25 avril 1945.
Une fois libéré, il est détaché auprès du commandement soviétique et exerce en tant qu'adjoint du colonel commandant les centres de rapatriement de Torgau et d'Eisenach. Yves Mahé rentre en France en août 1945 et retrouve les rangs du groupe Normandie. Il termine la guerre avec à son actif 730 heures de vol dont 140 de guerre.

### Après-guerre
Promu capitaine, Yves Mahé poursuit sa carrière au régiment Normandie, intégré à la 6e escadre de chasse. En poste à Rabat, il est commandant en second du Normandie en 1949 puis en devient le chef en 1952 après avoir servi en Indochine. Muté à la 10e escadre de chasse à Creil en tant que commandant en second, il prend ensuite le commandement de la 5e escadre à Orange en 1956. Le 29 mars 1962, le lieutenant-colonel Yves Mahé meurt dans un accident d'avion au-dessus de Boussu-en-Fagne en Belgique. Il est inhumé à Issy-les-Moulineaux.

## Décorations
|  |  |  |  |  |  |
|  |  |  |  |  |  |
|  |  |  |  |  |  |

| Officier de la Légion d'Honneur                                                                 | Officier de la Légion d'Honneur                                                                 | Compagnon de la Libération                                                                      | Compagnon de la Libération        | Croix de Guerre 1939-1945                  | Croix de Guerre 1939-1945                  |
| Médaille de la Résistance française Avec rosette                                                | Médaille de la Résistance française Avec rosette                                                | Médaille de l'Aéronautique                                                                      | Médaille de l'Aéronautique        | Médaille coloniale Agrafe "Extrême-orient" | Médaille coloniale Agrafe "Extrême-orient" |
| Médaille pour la victoire sur l'Allemagne dans la Grande Guerre patriotique de 1941-1945 (URSS) | Médaille pour la victoire sur l'Allemagne dans la Grande Guerre patriotique de 1941-1945 (URSS) | Médaille pour la victoire sur l'Allemagne dans la Grande Guerre patriotique de 1941-1945 (URSS) | Croix de Guerre (Tchécoslovaquie) | Croix de Guerre (Tchécoslovaquie)          | Croix de Guerre (Tchécoslovaquie)          |

## Hommages
- Une rue de Guérande porte le nom des frères Mahé.
- La Base aérienne 921 Taverny a reçu le nom de baptême "Frères Mahé" : Yves, Jean et le lieutenant Claude Mahé (1926-1952).
- Yves Mahé est citoyen d'honneur de la ville d'York.